# Honda MH02
Dimensions

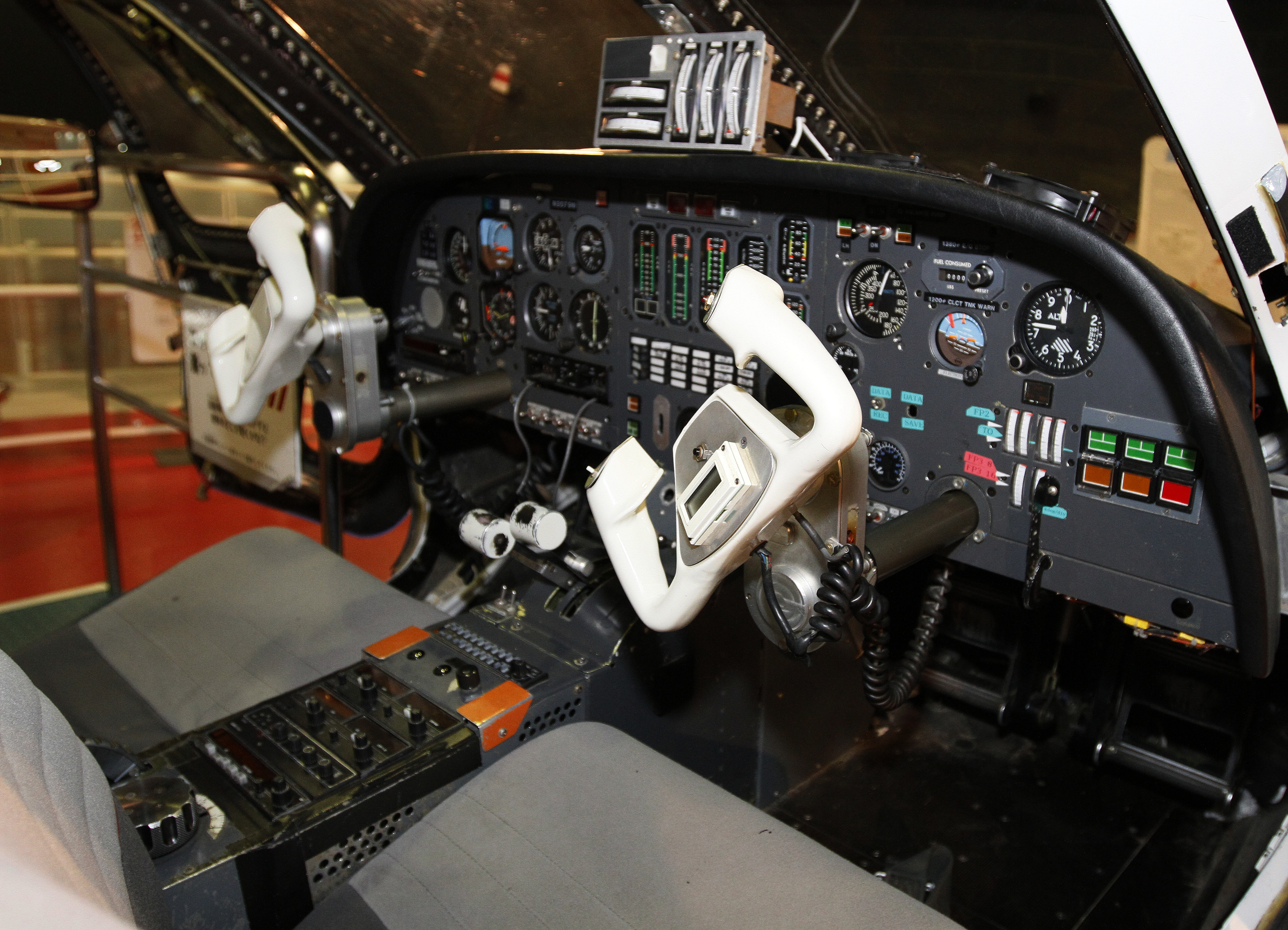
MH02's cockpit

Le Honda MH02 est un jet d’affaires expérimental développé par la société japonaise Honda, en coopération avec l'université du Mississippi. Faisant suite au Honda MH01, la construction du prototype fut achevée en 1992 et le premier vol de l'appareil eut lieu le 5 mars 1993.
Le MH02 n'a jamais été destiné à la production mais a néanmoins été le premier petit jet d'affaires entièrement en matériau composite. En 1996, l'avion avait été testé durant plus de 170 heures de vol. En plus du placement particulier des réacteurs au-dessus des ailes, l'appareil présente un empennage en T et des ailes en flèche inversée.